# Reichweiler
Reichweiler es un municipio situado en el distrito de Kusel, en el estado federado de Renania-Palatinado (Alemania). En 2019 su población estimada era de 527 habitantes.
Se encuentra ubicado en la zona centro-oeste del estado, cerca de la frontera con el estado de Sarre y al sur del río Nahe, un afluente del Rin por su margen izquierda. Reichweiler limita al norte con el municipio de Eckersweiler, al este con el municipio de Pfeffelbach y al sur y al oeste con el municipio de Freisen, en el Sarre.